# Emmanuel Pettavel
Emmanuel Pettavel, auch Emmanuel Petavel-Olliff (* 16. November 1836 in Neuenburg; † 15. November 1910 in Lausanne), war ein Schweizer evangelischer Geistlicher und Hochschullehrer.

## Leben

### Familie
Emmanuel Pettavel entstammte der Neuenburger Familie Pettavel, die ursprünglich aus Bôle kam und war der Sohn des Geistlichen und Hochschullehrers Abram-François Pettavel (* 1. April 1791 in Neuenburg; † 14. August 1870 ebenda) und dessen Ehefrau Sophie, Tochter des Anwalts Victor-Théodore Junod; sein Bruder war der Geistliche William Pettavel.
Er war ab dem 2. Mai 1867 mit der Engländerin Suzanne (geb. Olliff) († 12. November 1906) verheiratet; sie hatten mehrere Kinder, von diesen ist namentlich bekannt:
- Joseph Ernest Petavel (1873–1936), Physiker.[4]

### Werdegang
Nachdem Emmanuel Pettavel Theologie an der Akademie Neuenburg (heute: Universität Neuenburg), die 1838 von Friedrich Wilhelm IV. von Preussen, damals Fürst von Neuenburg (siehe auch: Kanton Neuenburg#Geschichte), gegründet worden war, studiert hatte, erfolgte am 3. November 1858 seine Ordination.
Er war anfangs Pfarrer in La Chaux-de-Fonds, dort unterrichtete er unter anderem auch den späteren Politiker Numa Droz, später dann in Lignières und von 1863 bis 1866 an der Schweizerkirche in London tätig; dort folgte ihm nach seinem Weggang sein Bruder William im Amt.
1866 gründete er in Paris eine aus Katholiken, Protestanten und Juden bestehende Gesellschaft, die eine überkonfessionelle Bibelübersetzung anstrebte, allerdings scheiterte das Vorhaben, weil sich die katholischen Vertreter zurückzogen, nachdem eine anonyme Pressenotiz gemeldet hatte, Papst Pius IX. sei gegen das Projekt.
Von 1878 bis 1889 war Emmanuel Pettavel als Privatdozent an der Universität Genf tätig; als theologischer Publizist veröffentlichte er zahlreiche Schriften. 

## Ehrungen und Auszeichnungen
1870 wurde Emmanuel Pettavel durch die Normal School for Coloured Girls (heute: University of the District of Columbia) zum Dr. theol. h. c. ernannt.

## Mitgliedschaften
Emmanuel Pettavel war ein Mitglied der Londoner Royal Society.

## Schriften (Auswahl)
- Rachetons le temps. Genf 1861.
- Récit des persécutions et des souffrances subies par Manuel Matamoros et les autres protestants espagnols. Genève: Impr. Ramboz et Schuchardt, 1863.
- La Bible en France, ou Les traductions françaises des saintes Ecritures: étude historique et littéraire. Paris 1864.
- Bouquet hélvétique. Londres: Librairie suisse de F. Dugon: Dépôt évangélique de H. Ellenberger, 1865.
- Voix d'alarme. Paris 1868.
- La Loi du Progrès. Neuchâtel, 1869.
- La victoire de saint Paul: lettre d'un ministre protestant au révérend père Gratry. London: Whiteman, Hicks and Witheman, 1870.
- Lettre à S.M. le Roi de Prusse par un Ministre Protestant. Brüssel 1871.
- Quelques considérations politiques et religieuses à propos de la guerre actuelle. Bruxelles: Combe et Vande Weghe, imprimeurs, 1871.
- Souffrance et consolation du peuple de Dieu: passages entièrement tirés des saints livres, de l'Ancien et du Nouveau Testament. Bruxelles: Libr. de la Société évangélique, 1871.
- La Fin du Mal, ou l'immortalité des justes et l'anéantissement graduel des impénitents. Paris, 1872.
- Le sentier de la vie et la route de la mort: ou L'immortalité conditionnelle d'après l'Evangile. Genève: chez les principaux libraires, 1878.
- La survivance des plus aptes d'après la Bible. Genève: E. Beroud, 1882.
- Le péril de l'évangélisme à propros d'un récent procès en hérésie: mémoire. Genf 1883.
- Le crime des salutistes: réplique au "Journal de Genève" à propos de la brochure de Madame de Gasparin. Genève, 1883.
- Le salut universel: au point de vue de l'immortalité facultative. Paris: Grassart, 1884.
- Emmanuel Petavel; Frédéric Godet: Quelques difficultés du dogme traditionnel concernant la vie future. Réponse à un article de M. F. Godet. Genève, Lausanne 1887.
- Coup d'oeil sur l'immortalité facultative: suivi d'une allocution sur l'urgence d'une réforme doctrinale. Lausanne: F. Payot; Paris: Libr. Fischbacher, 1888.
- Les droits et les torts de la papauté; ou, Les devoirs des protestants envers leurs frères catholiques romains. Lausanne, F. Payot, 1890.
- Emmanuel Petavel-Olliff; Charles Secrétan: Le problème de l'immortalité.[9]
  - Band 1. Paris 1891.
  - Band 2. Paris 1892.
- L'immortalité d'après la Bible recueil de passages tirés de l'Ancien et du Nouveau Testament avec notes exégétiques. Paris, Lausanne, 1891.
- Une solution du problème. Paris: Fischbacher; Lausanne: F. Payot, 1891.
- La vie future: etat de la question. Paris 1891.
- Le péril suprême: discours. Paris: Fischbacher; Lausanne: F. Payot, 1892.
- Le salut universel; et, L'universalisme conditionnel. Paris: Fischbacher; Lausanne: F. Payot, 1892.
- L'immortalité d'après la Bible. Genf 1894.
- Thèses synthétiques sur la divinité de Jésus-Christ: essai de christologie reconstructive. Genève: R. Burkhardt, 1895.
- Immortality according to the Bible: a selection of passages from the Old Testament and the New. Malvern: C. E. Brooks, 1899.
- Le droit des Anglais dans la guerre du Transvaal. Genève: C.-E. Alioth, 1900.
- La guerre du Transvaal et les conditions de la paix. Genève: C.-E. Alioth, 1900.
- Coup d'œil sur une Nouvelle Organisation Sociale qui permettrait la Suppression de la Misère. Genève: C.-E. Alioth, 1902.
- La logique de l'expiation et le point de vue de M. Auguste Sabatier. Genève: H. Robert, 1903.
- Le plan de Dieu dans l'évolution: Etude sur l'évolutionnisme chrétien. Lausanne, 1904.
- Emmanuel Petavel-Olliff; Paul Vallotton, Jean-Paul Adolphe: Les Bases logiques d'un néo-calvinisme. Montbéliard, 1911.